# Mandiraja, Banjarnegara
Mandiraja – kecamatan w kabupatenie Banjarnegara w indonezyjskiej prowincji Jawa Środkowa.
Ma powierzchnię 52,61 km², a jego ludność wynosiła w 2010 roku 63 679 mieszkańców. W 2013 roku region zamieszkiwało 64 514 mieszkańców.